# Cremastopus
Cremastopus é um género botânico pertencente à família Cucurbitaceae.

## Espécies
- Cremastopus minimus
- Cremastopus rostratus

1. ↑  «Cremastopus — World Flora Online». www.worldfloraonline.org. Consultado em 19 de agosto de 2020